# 김창하 (조선)
김창하(金昌河, 생몰년 미상)는 조선 말기의 국악사로, 자는 의선(義善), 본관은 경주이며, 서울 출신이다.

## 생애
가야금과 정재(呈才)의 명인으로 유명한 국악가의 가문에서 태어났다. 아버지는 정조 때 국악사를 지냈던 김대건(金大建)이며, 아들은 조선 말기의 가야금 명인인 김종남(金宗南)이다.
1827년(순조 27년) 전악에 올랐으며, 익종을 도와 악단 구후관을 조직하여 구후관 감관이라는 칭호를 받았다. 가인전목단(佳人剪牧丹)·보상무(寶相舞)·장생보연지무(長生寶宴之舞)·춘앵전(春鶯囀) 등을 제작, 안무하였다.

## 같이 보기
- 궁중무용 / 정재(呈才)